# 104 км (селище)
104 км (рос. 104 км) — селище у складі Томського району Томської області, Росія. Входить до складу Копиловського сільського поселення.

## Населення
Населення — 4 особи (2010; 4 у 2002).
Національний склад (станом на 2002 рік):
- росіяни — 100 %